# لوئیز مونو
لوئیز مونو (فرانسوی: Louise Monot‎؛ زادهٔ ۳۰ دسامبر ۱۹۸۱) بازیگر و مدل اهل فرانسه است.
از فیلم‌ها یا برنامه‌های تلویزیونی که وی در آن نقش داشته‌است می‌توان به دروغ‌های مصلحتی کوچک و او. اس. اس ۱۱۷ اشاره کرد.